# Język nepalski
Język nepalski, nepali (dawne nazwy: gorkhali, khas kura) – język z grupy indoaryjskiej, z rodziny języków indoeuropejskich, którym posługuje się ponad 17 mln ludzi – w tym ok. 11 mln (spis z 2001 r.) to mieszkańcy Nepalu (reszta to m.in. mieszkańcy północnych Indii – przede wszystkim okolic Dardżylingu) i Sikkimu.
Język nepalski jest językiem urzędowym w Nepalu. Zapisuje się go w alfabecie dewanagari; najstarsze zabytki piśmiennictwa w nepali pochodzą z XIV wieku.

## Pismo i teksty literackie
Język nepalski jest zwykle zapisywany pismem dewanagari, tak samo jak język hindi czy sanskryt. Istnieją zapisy potwierdzające, że w przeszłości stosowano też pismo takri, szczególnie w zachodnim Nepalu oraz indyjskich prowincjach Uttarakhand oraz Himachal Pradesh. Innym pismem również stosowanym w Nepalu, a starszym od dewanagari jest bhujimol. Kolejnym stosowanym w przeszłości alfabetem był randźana.
W krótkim okresie stu lat XIX wieku w języku nepalskim powstało spore dziedzictwo literackie. Do najważniejszych dzieł zalicza się pozycje takie, jak „Adhyatma Ramayana”, „Sundarananda Bara”, „Birsikka” (anonimowy zbiór opowieści ludowych) oraz wersja poematu „Ramayana” autorstwa Bhanubhakta. Znaczący jest również wkład pisarzy tworzących na obczyźnie, głównie w hinduskich miastach Dardżyling oraz Waranasi.

## Liczba użytkowników
Prawie jedna trzecia ludności Nepalu posługuje się nepalskim jako językiem ojczystym. Według danych strony internetowej Ethnologue na świecie żyje ponad 17 milionów użytkowników języka nepalskiego, z których 11 milionów zamieszkuje Nepal (według spisu ludności z 2001 roku).
Nepalski jest dominującym językiem w dolinie Katmandu, choć historycznie na tych obszarach przeważał język newarski. Nepalski jest językiem oficjalnym, używany przez administrację, jak i językiem którym coraz większy procent lokalnej ludności posługuje się na co dzień. Niemniej pozycja języka nepalskiego, jako jedynego dopuszczalnego w sądach i urzędach jest podważana. Postuluje się uznanie też innych języków etnicznych, na tym tle dochodzi do konfliktów.
W Bhutanie ludność posługująca się nepalskim (znanym w Bhutanie jako lhotshampa) stanowi według szacunków 35% całej populacji kraju, jeśli weźmie się pod uwagę uchodźców (według nieoficjalnych danych Nepalczycy stanowią pomiędzy 30% a 40% mieszkańców, około 242 tysiące osób).
Duża społeczność posługująca się językiem nepalskim jest też obecna w Indiach. Szacuje się, że pół miliona osób używa nepalskiego w samym Sikkimie. Prowincję Zachodniego Bengalu zamieszkuje około 1 400 000 użytkowników języka nepalskiego. W prowincjach północno-wschodnich, takich jak Asam, Meghalaya, Nagaland, Manipur, Tripura, Mizoram czy Arunachal Pradesh zamieszkuje ich kilka milionów. Liczne grupy użytkowników języka nepalskiego są też obecne w największych indyjskich miastach.